# Hugo de Payens
Hugo de Payens (Payns, 9 de fevereiro de 1074 - Palestina, 24 de maio de 1136), um fidalgo francês da região de Champanhe, foi o primeiro mestre e fundador da Ordem dos Templários.
Hugo também é identificado como sendo Hug de Pinós,  terceiro filho de Galceran I, lorde de Pinós, na Catalunha.

## Biografia

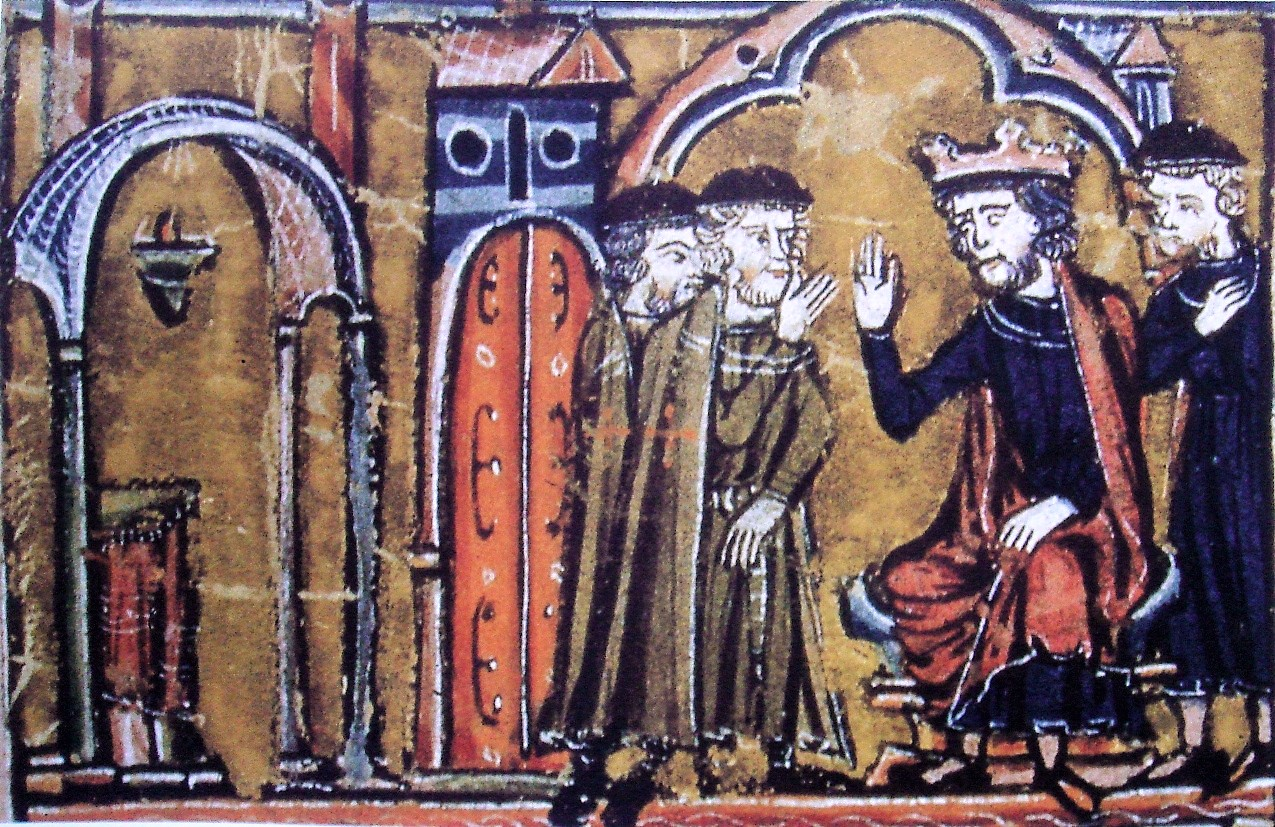
Balduíno II de Jerusalém cede o Templo de Salomão a Hugo de Payens e Godofredo de Saint-Omer.

Ele era de uma família que, segundo cartas que pertenciam à Abadia de Molesmes, tinha parentesco com os Montbard (família a qual pertencia São Bernardo de Claraval e André de Montbard) e era originalmente um vassalo do conde Hugo de Champanhe. Quando ele visitou Jerusalém uma vez e ficou por lá depois de o conde voltar para a Condado de Champanhe, organizou um grupo de nove cavaleiros para proteger os peregrinos que se dirigiam para a Terra Santa no seguimento das iniciativas propostas pelo Papa Urbano II.
De Payens aproximou-se do rei Balduíno II com oito cavaleiros, dos quais dois eram irmãos e todos eram seus parentes, de Hugo de Payens, alguns de sangue e outros de casamento, para formar a Ordem do Templo de Jerusalém.
Os outros cavaleiros eram: Godofredo de Saint-Omer, Eudo de Saint Amand, Payan de Montdidier, Godofredo Bissot, Hugo Rigaldo, Fulque V de Anjou e dois homens registrados apenas com os nomes de Rossal ou possivelmente Rolando e os portugueses, Gondomar e frei Arnaldo da Rocha. O nono cavaleiro permanece desconhecido, apesar de se especular que ele era o próprio Conde de Champanhe.
Hugo de Payens terá nascido provavelmente em Château Payns, a aproximadamente 10 km de Troyes, em Champanhe, na França. Ele também foi um veterano da Primeira Cruzada (em 1099) tendo passado 22 anos de sua vida no leste da Europa.
É provável que Hugo de Payens tenha servido no exército de Godofredo de Bulhão durante essa Cruzada. Como grão-mestre, ele liderou a Ordem dos Templários por quase vinte anos até a sua morte, ajudando a estabelecer a fundação da Ordem como uma importante e influente instituição internacional militar e financeira.
Na sua visita a Londres em 1128, ele conseguiu homens e dinheiro para a Ordem, e também fundou a sua primeira sede lá, iniciando a história dos Templários na Inglaterra. Ele morreu na Palestina em 1136 tendo sido sucedido, como mestre, por Roberto de Craon.